# Luci Genuci Aventinensis (tribú 342 aC)
Luci Genuci, de malnom Aventinensis (llatí: Lucius Genucius Aventinensis), va ser tribú de la plebs l'any 342 aC. Segurament era membre de la família Aventinensis.
L'any del seu mandat va presentar una llei, la Lex Genutia de faenore per abolir la usura i probablement va ser el responsable de moltes altres reformes d'aquell any.